# La Hoya (Laguardia)
El poblado de La Hoya es un importante yacimiento arqueológico protohistórico prerromano que se encuentra en el paraje llamado El Torreón, cerca de la localidad alavesa de Laguardia, municipio al que pertenece, en la Rioja Alavesa en el País Vasco (España). Está considerado como uno de los yacimientos de la Edad del Hierro más importantes del norte de la península ibérica y el más importante del País Vasco. El sustrato abarca un extenso período de más de mil años, desde la Edad del Bronce —aproximadamente 1200 años a. C. siglo XII a. C.— hasta finales de la Edad del Hierro —en el 250 a. C. siglo II a. C.—, siendo uno de los núcleos de población más importantes de la etnia celtibérica de los berones.
Fue descubierto  en 1935 y ha sido objeto de amplios y prolongados programas de excavación, aproximadamente en el 15% de su extensión, que han aportado información sobre la evolución de esta comunidad, sus formas de vida y creencias. Tiene adosado un centro de interpretación en el que se explican las características del poblado y sus gentes, así como la arquitectura de las casas que se encontraban en este poblado o las tradiciones funerarias de aquella civilización.

## Historia
Fue descubierto de forma causal por Alejandro Sampedro Martínez en 1935 al aparecer en sus terrenos, durante las labores de labranza, muchos restos de cerámica que le dieron pie a realizar una prospección en la que halló restos de un antiguo poblado. Alejandro Sampedro comunicó el hallazgo a Carlos Sáenz de Tejada y Álvaro Gortazar, quienes realizaron un primer estudio sobre el yacimiento y publicaron el primer informe del mismo. Le dieron el nombre de "La Hoya".
En 1950 se realizó un estudio en el partición los arqueólogos Domingo Fernández Medrano, Máximo Ruiz de Gaona y Basilio Osaba. Cinco años después fue Gratiniano Nieto quien realizó excavaciones. En 1973, bajo la dirección de Armando Llanos, fue el Instituto Alavés de Arqueología realizó una importante campaña que fue continuada en 1989 obteniendo una gran cantidad de material arqueológico para estudio. Aun así, solo está excavado el 15% del yacimiento.
El yacimiento abarca unas cuatro hectáreas y estaba un poco más elevado, unos 2 metros, que los campos circundantes. Una muralla rodeaba todo el núcleo urbano formado por casa realizadas en adobe y con cubierta vegetal que contaban, normalmente, con tres estancias y estaban abierta a la calle, la cual estaba pavimentada. Se han localizado, además del  perímetro amurallado, dos necrópolis en las cuales se depositaban los cadáveres incinerados junto a los ajuares correspondientes a  los individuos fallecidos. De estos hallazgos se deduce que los guerreros eran un grupo social predominante. En el área urbana excavada se han encontrado unos 200 enterramientos de individuos menores de 5 años que eran inhumados dentro de las casa junto a los muros de las mismas. 
El poblado, habitado por la tribu prerromana de los Berones, fue próspero y mantuvo un crecimiento constante que se refleja en la planificación urbanística, se reforzaron las defensas, las viviendas fueron separándose de las murallas y agrupándose en manzanas cerradas articuladas en calle pavimentadas con aceras y pasos elevados en la calzada. Sus habitantes Vivían de la agricultura  y la ganadería   obteniendo un rendimiento suficiente que les permitía el comercio con otras  comunidades y la adquisición de productos producidos en otros lugares.
El suceso que marcó el final de la población fue un suceso violento que sucedió en el momento de mayor esplendor de la misma. Un ataque por algún grupo enemigo que asaltó, incendió y derrumbó la mayoría de los edificios matando a la mayor parte de la población. El hecho sucedió un día de mercado y permitió que permanecieran bajo los escombros de los edificios derruidos  numerosos objetos y restos que han sido hallados en los diferentes campañas de excavaciones. Parte de los sobrevivientes intentaron la reconstrucción del poblado sin conseguir mantenerlo en el tiempo. No pasaron muchos años cuando decidieron trasladarse al cerro, mucho más elevado y fácil de defender, en el que había un manantial de agua potable, donde fundaron la localidad que daría origen a lo que hoy en día es Laguardia. Un testimonio de ello es el hallazgo del estanque celtibérico de la Barbacana, la mayor infraestructura de esas características y de esa época encontrada en Europa, que data de la Edad del Hierro. Para el siglo I el poblado de La Hoya, ya estaba abandonado puesto que no se ha encontrado ningún resto romano.

## La arquitectura
El poblado de La Hoya tiene elementos comunes a los asentamientos de su misma época, entre ellos la muralla defensiva que lo rodea. Esta muralla se realizó al menos en tres periodos diferentes. Se ha hallado una construcción realizada en madera, con vigas y vayas en el parte oeste y de piedra, hacia el este que se estima que es de un primer periodo del asentamiento, pero se desconoce si ambos tramos son o no de la misma época. Luego hay dos partes diferenciadas, la parte este  y norte está realizado con dos muros paralelos hechos de piedra caliza cuyo espacio entre ellos se rellena de  piedras y tierra. La parte oeste y norte está realizado mediante el amontonamiento de piedras, poniendo la mayores en la parte baja y las menores sobre ellas, está técnica se cree que es de influencia celta. Esta área de la muralla está bastante bien conservada. Las murallas llegan a alcanzar en algunos lugares los 3 metros de altura. En la parte sur se ha hallado una forma triangular compatible con una torre de defensa situada en la entrada principal de la población.
Se pueden distinguir dos aspectos en la estructura de poblado: uno relativo a la época celtibérica, y otro antes de su llegada. La estructura del sitio es bastante clara desde el período celtibérico, ya que es el más excavado y estudiado. El pueblo en ese momento tenía cuatro calles principales enfrentadas a los vientos, y el resto de ellas estaban dispuestas perpendicularmente o en forma de red, las otras de lado. Sin embargo, algunas calles y otras no terminan ni comienzan en el lado opuesto de la calle, sino hacia arriba o hacia abajo en el otro lado de la calle principal. Por otro lado, también había algunas piedras grandes que se podían pasar de un lado a otro sin ensuciarse. Las casas, en cambio, eran de planta cuadradas y trapezoidales, de unos 16 metros de largo y 5,50 metros de ancho. Solían tener tres habitaciones, la estructura era de madera y las paredes se contraían en barro,  con una estructura interna de  ramas entrelazadas sobre la cual se aplicaba el barro, o mediante ladrillos de adobe. la cubierta era vegetal.

## La cultura

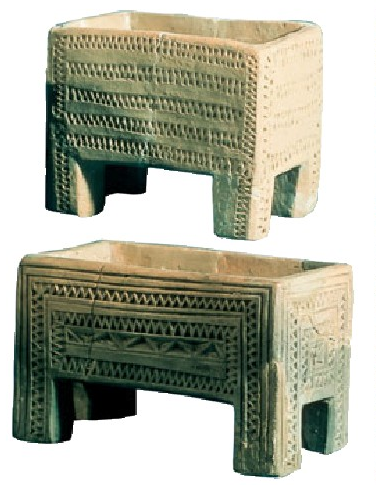
Piezas de cerámica halladas en el poblado de La Hoya.

La gran cantidad de objetos recuperados en el yacimiento permiten determinar cómo Vivían los habitantes del poblado. Han aparecido muchos tipos de moldes, formas, calidades y ornamentos. En la cerámica se distinguen dos periodos diferenciados correspondientes a las piezas halladas en los diferentes extractos de las excavaciones, hay una cerámica que baja calidad realizada con arcilla oscura a la que le añaden pequeños cantos rodados para evitar que se agriete. Se modeló en tornos manuales y se coció en hornos, todo ello trabajado y pulido con cuidado y espero. Su forma es de base y cuellos estrechos con cuerpos y bocas anchas. Están adornados con motivos realizados con cuerdas o directamente con los dedos. El de un nivel superior están estar mejor elaborado en general, son vasijas pequeñas, quizás utilizadas como tazas. La técnica es más compleja, se utilizan tornos más rápidos y se realizan piezas mayores, se cuecen en mejores hornos que logran oxidar el barro. Las piezas son de  su propio color, amarillo y fueron decorados con rayas negras y patrones geométricos. Han aparecido muchas vasijas y utensilios de este período: tazas, ollas, antoxinas o cajas de cerámica decoradas a modo de ataúdes, pesas textiles, bolitas de arcilla utilizadas como monedas o monedas, sacos de cuero, cuchillos, pulseras, entre otros. Muchos o la mayoría de ellos, tanto de arcilla como de metal, se hicieron allí, ya que también aparecieron moldes para trabajar el metal.
la alimentación estaba basada en la agricultura y ganadería, comían trigo, cebada,  frutas y bellotas así como carne de   oveja, cabra, ganado vacuno y porcino así como venados y jabalíes. En cuanto al vestido no ha aparecido ningún resto que permita saber cómo era, hay algunas imágenes datadas en la Edad del Bronce que muestran trajes  con sombrero, chaqueta ajustada y una especie de vestido. Tampoco es tarea fácil saber qué tipo de creencia o culto tenían estos habitantes de La Hoya, ya que no hay muchos rastros que puedan arrojar luz sobre esto. Sin embargo, hay suficientes pistas para decirles a algunos animales que tenían una devoción especial: figuras de serpientes, en las pulseras que usaban; ganado, en lápidas y en las orejas para atar vestidos; cuernos de venado en la base de la pared.
Al parecer, también tenían una devoción especial por el cráneo. Así lo indican, al menos, las calaveras encontradas en el interior de una casa y las piezas talladas de calaveras que han aparecido en otros lugares, ya sea como decoración o utilizadas en algún lugar. Los rituales relacionados con la muerte se distinguen por la edad de los individuos fallecidos, los individuos menores de 5 años se enterraban dentro de la vivienda, al lado de alguna pared. Los individuos mayores eran incinerados y sus cenizas depositadas junto al ajuar del difunto en necrópolis definidas (se han hallado 2 necrópolis).
Producto del asalto que sufrió la población y que le puso fin, se han encontrado 5 cadáveres de adultos y estaban bajo los escombros en la calle, uno de ellos tenía el cuello y el brazo rotos. También se han encontrado restos de animales domésticos, algunos de ellos con las patas atadas dispuesto a la venta.

## Centro de interpretación
En la entrada al recinto del yacimiento se ha ubicado, en un pequeño edificio, el centro de interpretación que posibilita entender la excavación, la estructura y la cultura y forma de vida de lo hallado en La Hoya. La exposición está basada en paneles  informativos, maquetas, audiovisuales y audio-guías, así como mediante teléfono móvil y códigos QR. Incluso se ha realizado la construcción a escala real una vivienda. En 1986, durante la campaña de excavación y estudio,  se decidió la puesta en valor y la musearización del yacimiento. El proyecto fue dirigido por el arqueólogo, museólogo y museógrafo Armando Llanos. El proyecto creó el primer centro de este tipo en Álava y descentralizaba, por primera vez, la exposición  de referencia del Museo de Arqueología de Vitoria.
El centro de la sala de exposición es una reproducción a tamaño real de una vivienda, en ella se presentan todos los aspectos básico de la vida hogareña en el poblado, así como la técnica de construcción usada. La vista de la excavación está pautada y señalada. Mediante audio-guías o mediante el acceso mediante teléfono móvil y códice QR a los audios en internet, ofrecen las explicaciones referentes a cada punto del recorrido, el cual está acompañado por un panel explicativo.